# Sosthene Soglo
Sosthene Soglo (Cotonou, 3 de julho de 1986) é um futebolista beninense que atua como meia.

## Carreira
Sosthene Soglo representou o elenco da Seleção Beninense de Futebol no Campeonato Africano das Nações de 2008.